# ريتشارد إس. بيكر
ريتشارد إس. بيكر (بالإنجليزية: Richard S. Becker)‏ هو ضابط أمريكي، ولد في 4 ديسمبر 1926 في فليتوود في الولايات المتحدة، وتوفي في 5 يناير 2015.